# Філіпи (Підляське воєводство)
Філіпи (пол. Filipy) — село в Польщі, у гміні Вишки Більського повіту Підляського воєводства.
Населення — 199 осіб (2011).
У 1975-1998 роках село належало до Білостоцького воєводства.

## Демографія
Демографічна структура станом на 31 березня 2011 року:
|          | Загалом | Допрацездатний вік | Працездатний вік | Постпрацездатний вік |
| -------- | ------- | ------------------ | ---------------- | -------------------- |
| Чоловіки | 107     | 28                 | 64               | 15                   |
| Жінки    | 92      | 17                 | 50               | 25                   |
| Разом    | 199     | 45                 | 114              | 40                   |